# Selección femenina de fútbol sub-20 de Brasil
La selección femenina de fútbol sub-20 de Brasil es el equipo que representa al país en las competiciones de ese nivel. Está conformada por jugadoras convocadas de nacionalidad brasileña que sean menores de 20 años de edad.
Es la selección más fuerte de la categoría en América del Sur. Ha ganado todas las ediciones del Campeonato Sudamericano Femenino Sub-20, habiendo perdido tan solo 1 partido en la historia de la competición. Del mismo modo, es la única selección del continente y una de las cuatro en el mundo (junto a Alemania, Estados Unidos y Nigeria) en haber participado de todas las ediciones de la Copa Mundial Femenina Sub-20, en la que alcanzó el tercer puesto en 2006 y 2022, además del cuarto lugar en 2002 y 2004.

## Estadísticas

### Copa Mundial Femenina Sub-20
| Año   | Ronda            | Posición    | PJ          | PG          | PE          | PP          | GF          | GC          | Goleadora                             |
| ----- | ---------------- | ----------- | ----------- | ----------- | ----------- | ----------- | ----------- | ----------- | ------------------------------------- |
| 2002  | Cuarto lugar     | 4°          | 6           | 4           | 2           | 0           | 16          | 8           | Marta: 6                              |
| 2004  | Cuarto lugar     | 4º          | 6           | 3           | 0           | 3           | 10          | 12          | Marta y Cristiane: 3                  |
| 2006  | Tercer lugar     | 3º          | 6           | 2           | 3           | 1           | 4           | 2           | Fabiana: 2                            |
| 2008  | Cuartos de final | 5º          | 4           | 3           | 0           | 1           | 13          | 5           | Francielle, Érika, Daiane y Pamela: 2 |
| 2010  | Fase de grupos   | 9º          | 3           | 1           | 1           | 1           | 5           | 3           | Debinha: 2                            |
| 2012  | Fase de grupos   | 12º         | 3           | 0           | 2           | 1           | 2           | 4           | Amanda y Giovanna: 1                  |
| 2014  | Fase de grupos   | 14º         | 3           | 0           | 1           | 2           | 2           | 7           | Byanca y Carol: 1                     |
| 2016  | Cuartos de final | 8º          | 4           | 1           | 1           | 2           | 13          | 8           | Gabi Nunes: 5                         |
| 2018  | Fase de grupos   | 13º         | 3           | 0           | 1           | 2           | 4           | 6           | Kerolin: 2                            |
| 2022  | Tercer lugar     | 3º          | 6           | 4           | 1           | 1           | 13          | 3           | Tarciane: 3                           |
| 2024  | Cuartos de final | 6º          | 5           | 4           | 0           | 1           | 17          | 2           | Vendito: 5                            |
| 2026  | Por definir      | Por definir | Por definir | Por definir | Por definir | Por definir | Por definir | Por definir | Por definir                           |
| Total | 11/11            | 5º          | 49          | 22          | 12          | 15          | 99          | 60          | Marta                                 |

### Sudamericano Femenino Sub-20
| Año   | Ronda     | Posición  | PJ        | PG        | PE        | PP        | GF        | GC        | Goleadora              |
| ----- | --------- | --------- | --------- | --------- | --------- | --------- | --------- | --------- | ---------------------- |
| 2004  | Campeón   | 1º        | 3         | 3         | 0         | 0         | 16        | 4         | Dayane: 4              |
| 2006  | Campeón   | 1º        | 7         | 6         | 1         | 0         | 37        | 2         | Marta: 14              |
| 2008  | Campeón   | 1º        | 7         | 7         | 0         | 0         | 30        | 0         | Érika: 7               |
| 2010  | Campeón   | 1º        | 6         | 6         | 0         | 0         | 25        | 3         | Alanna: 7              |
| 2012  | Campeón   | 1º        | 7         | 7         | 0         | 0         | 27        | 1         | Ketlen Wiggers: 9      |
| 2014  | Campeón   | 1º        | 7         | 6         | 1         | 0         | 24        | 3         | Andressa: 6            |
| 2015  | Campeón   | 1º        | 7         | 4         | 3         | 0         | 12        | 4         | Jennifer Westendorf: 4 |
| 2018  | Campeón   | 1º        | 7         | 7         | 0         | 0         | 30        | 1         | Geyse: 12              |
| 2020  | Cancelado | Cancelado | Cancelado | Cancelado | Cancelado | Cancelado | Cancelado | Cancelado | Cancelado              |
| 2022  | Campeón   | 1º        | 7         | 7         | 0         | 0         | 22        | 0         | Tarciane: 4            |
| 2024  | Campeón   | 1º        | 9         | 8         | 0         | 1         | 21        | 4         | Ana Flávia y Carol: 3  |
| Total | 10/10     | 1º        | 67        | 61        | 5         | 1         | 244       | 22        | Marta y Geyse: 14      |